# Euroligue de basket-ball 2000-2001
Navigation
Édition précédente Édition suivante
L’Euroligue 2000-2001 est la 44e édition de l’Euroligue masculine, compétition qui rassemble les meilleurs clubs de basket-ball du continent européen. Elle est organisée par l'ULEB, qui avait alors gagné les droits d’organisation de l’Euroligue, à l'issue de la scission avec la FIBA.

## Historique
L'Euroligue (Coupe d'Europe des clubs champions à l'origine) était organisée par la FIBA, depuis sa création en 1958 jusqu'à la saison 1999-2000 incluse. L'ULEB (Union des ligues européennes de basket-ball), est alors créée par 24 équipes européennes parmi les plus puissantes, la plupart provenant d'Espagne, d'Italie et de Grèce.
La FIBA n'ayant jamais déposé la marque « Euroleague », l'ULEB a simplement repris et utilisé le nom, sans que la FIBA ne dispose d'aucun recours juridique. La FIBA dut par conséquent trouver un nouveau nom pour sa compétition phare. La saison 2000-2001 fut donc divisée en deux compétitions européennes de haut niveau : la FIBA Suproligue (nouvelle appellation de l'ancienne FIBA Euroleague) et la nouvelle ULEB Euroleague.
Les meilleurs clubs furent également divisés entre ces deux compétitions suivant l'appartenance de ceux-ci à la nouvelle structure, ULEB ou à la FIBA. Le Panathinaikos, le Maccabi Tel-Aviv, le CSKA Moscou et Efes Pilsen Istanbul demeurèrent dans le giron de la FIBA, tandis que l'Olympiakos le Pirée, le Kinder Bologne, le Real Madrid, le FC Barcelone, le Tau Vitoria et le Benetton Trévise rejoignaient l'ULEB.

## Principe
L’édition 2000-2001 met aux prises 24 équipes. Lors du premier tour, ces vingt-quatre équipes sont réparties en quatre groupes de six. Les quatre premiers de chaque groupe sont qualifiés pour une phase de playoffs. Les huitièmes de finale et les quarts de finale se jouent au meilleur des trois matchs, les demi-finales et la finale se jouant au meilleur des cinq matchs.

## Déroulement

### Saison régulière
La saison régulière se dispute entre le 16 octobre et le 8 janvier 2001.

#### Groupe A
| Rang | Équipe             | Pts | J  | G | P | Pp   | Pc   | Diff |  | Résultats (dom.\ext.) |        |       |       |       |        |       |
| ---- | ------------------ | --- | -- | - | - | ---- | ---- | ---- |  | --------------------- | ------ | ----- | ----- | ----- | ------ | ----- |
| 1    | Fortitudo Bologne  | 26  | 10 | 8 | 2 | 812  | 760  | 52   |  | Paf Bologna           |        | 71-69 | 91-85 | 81-72 | 81-66  | 81-77 |
| 2    | Peristéri          | 24  | 10 | 7 | 3 | 841  | 786  | 55   |  | Peristéri BC          | 83-70  |       | 74-92 | 91-81 | 85-68  | 92-73 |
| 3    | Žalgiris Kaunas    | 22  | 10 | 6 | 4 | 866  | 816  | 50   |  | Žalgiris Kaunas       | 73-56  | 86-73 |       | 77-80 | 105-89 | 97-85 |
| 4    | Estudiantes Madrid | 20  | 10 | 5 | 5 | 1059 | 1032 | 27   |  | Estudiantes Madrid    | 76-90  | 86-91 | 87-77 |       | 97-76  | 93-81 |
| 5    | Lugano Snakes      | 16  | 10 | 3 | 7 | 777  | 914  | -137 |  | Lugano Snakes         | 72-100 | 80-91 | 95-87 | 77-76 |        | 75-74 |
| 6    | KK Zadar           | 14  | 10 | 2 | 8 | 840  | 859  | -19  |  | KK Zadar              | 87-91  | 79-82 | 86-87 | 80-72 | 118-79 |       |

#### Groupe B
| Rang | Équipe                  | Pts | J  | G | P | Pp  | Pc  | Diff |  | Résultats (dom.\ext.)   |       |       |       |        |       |        |
| ---- | ----------------------- | --- | -- | - | - | --- | --- | ---- |  | ----------------------- | ----- | ----- | ----- | ------ | ----- | ------ |
| 1    | Kinder Bologne          | 28  | 10 | 9 | 1 | 835 | 734 | 101  |  | Kinder Bologne          |       | 81-66 | 76-73 | 106-88 | 84-78 | 106-87 |
| 2    | AEK Athènes             | 26  | 10 | 8 | 2 | 805 | 746 | 59   |  | AEK Athènes             | 78-77 |       | 64-52 | 83-75  | 84-73 | 97-73  |
| 3    | TAU Cerámica            | 22  | 10 | 6 | 4 | 749 | 700 | 49   |  | TAU Cerámica            | 59-65 | 85-65 |       | 92-66  | 97-88 | 76-64  |
| 4    | KK Cibona Zagreb        | 16  | 10 | 3 | 7 | 773 | 832 | -59  |  | KK Cibona Zagreb        | 69-78 | 72-81 | 62-60 |        | 75-70 | 85-70  |
| 5    | Saint-Pétersbourg Lions | 14  | 10 | 2 | 8 | 778 | 840 | -62  |  | Saint-Pétersbourg Lions | 78-82 | 69-90 | 79-81 | 92-90  |       | 83-77  |
| 6    | Spirou Charleroi        | 14  | 10 | 2 | 8 | 769 | 857 | -88  |  | Spirou Charleroi        | 58-80 | 89-97 | 71-74 | 100-91 | 80-68 |        |

#### Groupe C
| Rang | Équipe             | Pts | J  | G | P  | Pp  | Pc  | Diff |  | Résultats (dom.\ext.) |        |       |       |        |        |        |
| ---- | ------------------ | --- | -- | - | -- | --- | --- | ---- |  | --------------------- | ------ | ----- | ----- | ------ | ------ | ------ |
| 1    | Olympiakós         | 24  | 10 | 7 | 3  | 861 | 738 | 123  |  | Olympiakós            |        | 91-84 | 82-70 | 82-73  | 102-69 | 101-67 |
| 2    | Real Madrid        | 24  | 10 | 7 | 3  | 859 | 789 | 70   |  | Real Madrid           | 75-73  |       | 82-70 | 64-75  | 104-64 | 116-94 |
| 3    | Olimpija Ljubljana | 24  | 10 | 7 | 3  | 823 | 752 | 71   |  | Olimpija Ljubljana    | 69-73  | 88-79 |       | 78-74  | 95-68  | 102-79 |
| 4    | Benetton Trévise   | 22  | 10 | 6 | 4  | 847 | 777 | 70   |  | Benetton Trévise      | 95-87  | 87-88 | 69-71 |        | 78-71  | 106-81 |
| 5    | Hapoël Jérusalem   | 16  | 10 | 3 | 7  | 784 | 881 | -97  |  | Hapoël Jérusalem      | 83-70  | 74-87 | 76-88 | 79-104 |        | 106-71 |
| 6    | AD Ovarense        | 10  | 10 | 0 | 10 | 746 | 983 | -237 |  | AD Ovarense           | 53-100 | 73-80 | 70-92 | 76-86  | 82-94  |        |

#### Groupe D
| Rang | Équipe               | Pts | J  | G | P | Pp  | Pc  | Diff |  | Résultats (dom.\ext.) |        |        | Serbie et Monténégro |       |        |        |
| ---- | -------------------- | --- | -- | - | - | --- | --- | ---- |  | --------------------- | ------ | ------ | -------------------- | ----- | ------ | ------ |
| 1    | FC Barcelone         | 26  | 10 | 8 | 2 | 856 | 757 | 99   |  | FC Barcelone          |        | 58-67  | 92-75                | 96-84 | 82-76  | 86-60  |
| 2    | PAOK Thessaloniki    | 24  | 10 | 7 | 3 | 846 | 773 | 73   |  | PAOK Salonique        | 91-102 |        | 89-72                | 97-94 | 70-58  | 100-70 |
| 3    | Budućnost Podgorica  | 24  | 10 | 7 | 3 | 844 | 819 | 25   |  | Budućnost Podgorica   | 77-85  | 83-71  |                      | 77-73 | 101-83 | 79-73  |
| 4    | Müller Vérone        | 22  | 10 | 6 | 4 | 920 | 854 | 66   |  | Müller Vérone         | 94-90  | 102-88 | 86-91                |       | 102-76 | 90-70  |
| 5    | Haribo London Towers | 12  | 10 | 1 | 9 | 775 | 878 | -103 |  | Haribo London Towers  | 82-97  | 61-93  | 88-95                |       | 89-98  | 86-61  |
| 6    | Opel Skyliners       | 12  | 10 | 1 | 9 | 696 | 856 | -160 |  | Opel Skyliners        | 51-68  | 73-80  | 79-94                | 80-97 | 79-76  |        |

### Playoffs

#### Huitièmes de finale
Ces huitièmes de finale se disputent entre le 21 janvier et le 14 février 2001.
| Équipe            | Score | Équipe              | 1re manche | 2e manche | 3e manche    |
| ----------------- | ----- | ------------------- | ---------- | --------- | ------------ |
| Fortitudo Bologna | 2 - 0 | Cibona Zagreb       | 76 - 64    | 75 - 74   | non disputée |
| Real Madrid       | 2 - 0 | Budućnost Podgorica | 91 - 63    | 76 - 62   | non disputée |
| Kinder Bologne    | 2 - 0 | Estudiantes         | 113 - 70   | 85 - 80   | non disputée |
| PAOK Salonique    | 1 - 2 | Olimpija Ljubljana  | 75 - 64    | 77 - 85   | 69 - 73      |
| Olympiakós        | 2 - 0 | Müller Verone       | 94 - 92    | 96 - 84   | non disputée |
| Peristeri Athènes | 0 - 2 | TAU Ceramica        | 79 - 81    | 68 - 81   | non disputée |
| FC Barcelone      | 0 - 2 | Benetton Treviso    | 85 - 86    | 82 - 99   | non disputée |
| AEK Athènes       | 2 - 0 | Žalgiris Kaunas     | 69 - 60    | 73 - 71   | non disputée |

#### Quarts de finale
Ces quarts de finale se disputent entre le 21 février et le 7 mars 2001.
| Équipe            | Score | Équipe             | 1re manche | 2e manche | 3e manche    |
| ----------------- | ----- | ------------------ | ---------- | --------- | ------------ |
| Fortitudo Bologne | 2 - 1 | Real Madrid        | 74 - 68    | 57 - 88   | 88 - 70      |
| Kinder Bologne    | 2 - 0 | Olimpija Ljubljana | 80 - 79    | 81 - 79   | non disputée |
| Olympiakós        | 0 - 2 | TAU Ceramica       | 72 - 78    | 76 - 98   | non disputée |
| AEK Athènes       | 2 - 1 | Benetton Treviso   | 97 - 89    | 74 - 90   | 71 - 56      |

#### Demi-finales
Ces demi-finales se disputent entre le 27 mars et le 7 avril 2001.
| Équipe         | Score | Équipe            | 1re manche | 2e manche | 3e manche |
| -------------- | ----- | ----------------- | ---------- | --------- | --------- |
| Kinder Bologne | 3 - 0 | Fortitudo Bologne | 103 - 76   | 92 - 84   | 74 - 70   |
| AEK Athènes    | 0 - 3 | TAU Ceramica      | 65 - 90    | 67 - 70   | 62 - 76   |

#### Finales
La finale se dispute entre le 17 avril et le 10 mai 2001.
| Équipe         | Score | Équipe       | 1re manche | 2e manche | 3e manche | 4e manche | 5e manche |
| -------------- | ----- | ------------ | ---------- | --------- | --------- | --------- | --------- |
| Kinder Bologne | 3 - 2 | TAU Ceramica | 65 - 78    | 94 - 73   | 80 - 60   | 79 - 96   | 82 - 74   |

## Équipe victorieuse
Joueurs : 
- N°6 Emanuel Ginóbili ( Argentine)
- N°7 Alessandro Abbio ( Italie)
- N°8 Davide Bonora ( Italie)
- N°9 Nikola Jestratijević ( Serbie)
- N°11 Fabrizio Ambrassa ( Italie)
- N°12 Alessandro Frosini ( Italie)
- N°13 David Andersen ( Australie)
- N°14 Antoine Rigaudeau ( France)
- N°15 Rashard Griffith ( États-Unis)
- N°18 Matjaž Smodiš ( Slovénie)
- N°19 Marko Jarić ( République fédérale de Yougoslavie)

Entraîneur :  Ettore Messina ( Italie)

## Récompenses individuelles
- MVP de la saison régulière  Dejan Tomašević (Budućnost Podgorica)
- MVP de la Finale :  Emanuel Ginóbili (Kinder Bologne)
- Équipe type de la compétition :

| - All-Euroleague First Team : Louis Bullock (Müller Verone) Alphonso Ford (Peristéri) Derrick Hamilton (Saint-Pétersbourg Lions) Gregor Fučka (Fortitudo Bologne) Dejan Tomašević (Tau Vitoria) | - All-Euroleague Second Team : Jemeil Rich (Lugano) Panayiótis Liadélis (PAOK Salonique) Pau Gasol (FC Barcelone) Yánnis Yannoúlis (PAOK Salonique) Rashard Griffith (Kinder Bologne) |

### MVP

#### Saison régulière
| Journée | Joueur               | Équipe                  | PIR |
| ------- | -------------------- | ----------------------- | --- |
| 1       | Panagiotis Liadelis  | PAOK Salonique          | 42  |
| 2       | Dejan Tomašević      | Budućnost               | 34  |
| 2       | Gianluca Basile      | Fortitudo Bologne       | 34  |
| 3       | Milenko Topić        | Budućnost               | 39  |
| 4       | Dejan Tomašević (2)  | Budućnost               | 42  |
| 5       | Derrick Hamilton     | Saint-Pétersbourg Lions | 38  |
| 6       | Darko Krunić         | Zadar                   | 39  |
| 7       | Gregor Fučka         | Fortitudo Bologne       | 42  |
| 8       | Kebu Stewart         | Hapoël Jérusalem        | 47  |
| 9       | Derrick Hamilton (2) | Saint-Pétersbourg Lions | 40  |
| 10      | Marcelo Nicola       | Benetton Trévise        | 36  |

#### Playoffs
| Match     | Joueur               | Équipe            | PIR |
| --------- | -------------------- | ----------------- | --- |
| 1/8 M1    | Alphonso Ford        | Peristéri         | 45  |
| 1/8 M2    | Dejan Tomašević (3)  | Budućnost         | 34  |
| 1/8 M2    | Dino Rađa            | Olympiakós        | 34  |
| 1/8 M2    | Riccardo Pittis      | Benetton Trévise  | 34  |
| 1/8 M3    | Ángelos Koroniós     | PAOK Salonique    | 20  |
| 1/8 M3    | Emilijo Kovačić      | Union Olimpija    | 20  |
| 1/4 M1    | Gregor Fučka (2)     | Fortitudo Bologne | 43  |
| 1/4 M2    | Rashard Griffith     | Kinder Bologne    | 32  |
| 1/4 M3    | Carlton Myers        | Fortitudo Bologne | 45  |
| 1/2 M1    | Saulius Štombergas   | Tau Cerámica      | 43  |
| 1/2 M2    | Elmer Bennett        | Tau Cerámica      | 33  |
| 1/2 M3    | Fabricio Oberto      | Tau Cerámica      | 25  |
| Finale M1 | Victor Alexander     | Tau Cerámica      | 32  |
| Finale M2 | Antoine Rigaudeau    | Kinder Bologne    | 21  |
| Finale M3 | Manu Ginóbili        | Kinder Bologne    | 31  |
| Finale M4 | Elmer Bennett (2)    | Tau Cerámica      | 28  |
| Finale M5 | Rashard Griffith (2) | Kinder Bologne    | 25  |

### Statistiques individuelles
| Rang | Joueur           | Équipe                  | Matchs | PIR | Moyenne |
| ---- | ---------------- | ----------------------- | ------ | --- | ------- |
| 1.   | Dejan Tomašević  | Budućnost               | 12     | 371 | 30,92   |
| 2.   | Derrick Hamilton | Saint-Pétersbourg Lions | 10     | 283 | 28,30   |
| 3.   | Alphonso Ford    | Peristéri               | 12     | 305 | 25,42   |

### Points
| Rang | Joueur              | Équipe         | Matchs | Points | Moyenne |
| ---- | ------------------- | -------------- | ------ | ------ | ------- |
| 1.   | Alphonso Ford       | Peristéri      | 12     | 312    | 26,0    |
| 2.   | Dejan Tomašević     | Budućnost      | 12     | 275    | 22,9    |
| 3.   | Panagiotis Liadelis | PAOK Salonique | 13     | 295    | 22,7    |

### Rebonds
| Rang | Joueur          | Équipe           | Matchs | Rebonds | Moyenne |
| ---- | --------------- | ---------------- | ------ | ------- | ------- |
| 1.   | Dejan Tomašević | Budućnost        | 12     | 138     | 11,5    |
| 2.   | Dino Rađa       | Olympiakós       | 14     | 137     | 9,8     |
| 3.   | Ron Ellis       | Spirou Charleroi | 10     | 96      | 9,6     |

### Passes décisives
| Rang | Joueur          | Équipe           | Matchs | Passes décisives | Moyenne |
| ---- | --------------- | ---------------- | ------ | ---------------- | ------- |
| 1.   | Ivica Marić     | Zadar            | 10     | 59               | 5,9     |
| 2.   | Elmer Bennett   | Tau Cerámica     | 22     | 120              | 5,4     |
| 3.   | Riccardo Pittis | Benetton Treviso | 14     | 54               | 3,7     |

### Autres statistiques
| Catégorie         | Joueur              | Équipe                  | Matchs | Moyenne |
| ----------------- | ------------------- | ----------------------- | ------ | ------- |
| Interceptions     | Ivica Marić         | Zadar                   | 10     | 3,7     |
| Interceptions     | Jemeil Rich         | Lugano Snakes           | 10     | 3,7     |
| Contres           | Grigorij Khizhnyak  | Žalgiris Kaunas         | 12     | 3,2     |
| Balles perdues    | Sergueï Bazarevitch | Saint-Pétersbourg Lions | 10     | 4,5     |
| Fautes provoquées | Panagiotis Liadelis | PAOK Salonique          | 13     | 7,1     |
| Minutes           | Derrick Hamilton    | Saint-Pétersbourg Lions | 10     | 38:35   |
| % 2-points        | Stéphane Risacher   | Olympiakós              | 14     | 73,7%   |
| % 3-points        | Jorge Racca         | PAOK Salonique          | 13     | 59,3%   |
| % lancers francs  | Henry Williams      | Müller Vérone           | 12     | 94,7%   |

### Performances sur un match
| Catégorie           | Joueur              | Équipe                  | Statistique |
| ------------------- | ------------------- | ----------------------- | ----------- |
| Évaluation          | Kebu Stewart        | Hapoël Jérusalem        | 47          |
| Points              | Carlton Myers       | Fortitudo Bologne       | 41          |
| Points              | Alphonso Ford       | Peristéri               | 41          |
| Rebonds             | Victor Alexander    | Tau Cerámica            | 19          |
| Passes décisives    | Elmer Bennett       | Tau Cerámica            | 13          |
| Interceptions       | Manu Ginóbili       | Kinder Bologne          | 7           |
| Interceptions       | Bojan Bakić         | Budućnost               | 7           |
| Contres             | Stojan Vranković    | Fortitudo Bologne       | 10          |
| Tirs à trois points | Saulius Štombergas  | Tau Cerámica            | 9           |
| Balles perdues      | Sergueï Bazarevitch | Saint-Pétersbourg Lions | 11          |